# Halt mich fest!
Halt mich fest! ist eine deutsche Tragikomödie von Horst Johann Sczerba aus dem Jahr 2000 mit Anna Loos und Jan Josef Liefers in den Hauptrollen. Der Film wurde im Fernsehprogramm erstmals am 31. März 2000 auf arte ausgestrahlt. Die Erstsendung im ZDF erfolgte am 1. Mai 2000.

## Handlung
Der Trompeter Freddi meldet sich nach Jahren verzweifelt bei seinen einstigen Musikerkollegen der gemeinsamen Band „Lovely Rita and her Johnny Guitars“, die ihn nicht ernst nehmen. Kurz darauf begeht er Selbstmord. Bei der Beerdigung kommen die damaligen Bandmitglieder, die Rocksängerin Rita, der Gitarrist Johnny und der Keyboarder Karl, wieder zusammen. Sie plagen nun Schuldgefühle, da sie Freddis Hilferuf nicht für voll gehalten haben. Die drei Musiker beschließen, ihm zu Ehren die Band zu reaktivieren. Ihren ersten Auftritt haben sie schließlich auf einem Schützenfest an der Mosel.

## Hintergrund
Halt mich fest! wurde unter dem Arbeitstitel Wild Thing gedreht. Produziert wurde die Tragikomödie von der „Dom Film Produktion“ (heute Studio Hamburg) im Auftrag des ZDF.
Anna Loos und Jan Josef Liefers lernten sich während der Dreharbeiten kennen und lieben.

## Kritik
Die Kritiker der Fernsehzeitschrift TV Spielfilm zeigten für den „TV-Roadmovie“ mit dem Daumen nach oben und vergaben für Anspruch zwei, für Humor, Spannung und Erotik je einen von drei möglichen Punkten. Sie kommentierten diese Wertung mit: „Klasse Spaß mit Jan Josef Liefers.“